# Santa Claus (película de 1912)
Santa Claus  es una película muda de 1912 de fantasía  en la que una niña pequeña sueña que va a "Toyland" y en donde ayuda a Santa Claus en su taller.
La película estuvo basada en guion teatral homónimo en la que actuó con el mismo reparto en el Scala Theatre en Londres donde se desarrolló desde el 23 de diciembre de 1912 al 8 de enero de 1913 con una partitura por Theodore Holland. Una suite de Holland basada en la música de la obra se transmitía con frecuencia en la época Navideña durante los años de 1920 y 1930 en la BBC Radio. La obra era una combinación acción en vivo y película Kinemacolor de dos tonos. En el Reino Unido la película fue distribuida por Color Natural Kinematograph Co. En 1912 (610 m - 2 bovinas) y en los Estados Unidos por la Kinemacolor Company of America en 1913 (900 m - 3 bovinas).
La película fue dirigida por Walter R. Booth, R. H. Callum y F. Martin Thornton y fue escrita por Leedham Bantock, Harold Simpson y Alfred de Manby. Los detallados modelos de ciudades y edificios utilizados en la película fueron realizados por Edward Rogers.

## Sinopsis
La pequeña Elsie se acuesta en Nochebuena y, después de que su madre le desea las buenas noches, se queda dormida. Su sueño forma el tema de la historia. El viejo Santa Claus se le aparece con su asistente Ting-a-ling (llamada así por las campanas de trineo en su ropa) y la convence de que lo acompañe a la chimenea antigua. Al posarse en el techo cubierto de nieve, el viejo San Nicolás lleva a la pequeña Elsie a su trineo y los renos danzantes se los llevan a Toyland. Al llegar al taller de Santa Claus, la pequeña Elsie es recibida cálidamente por todos los pequeños gnomos y ve los muchos juguetes en este taller. La fotografía resalta cada detalle de color y mecanismo, al igual que las vistas cercanas del Viejo Santa Claus abarcando los diferentes juguetes. La Tierra gira en el espacio mientras que a lo lejos se acercan los apuestos renos con Santa Claus y la pequeña Elsie.
Se ve a dos niños pequeños en las rodillas de su madre rezando por el regreso seguro de su padre, que está en el mar. La pequeña Elsie y Santa escuchan su petición e inmediatamente se comunican con el Viejo Padre Neptuno en el fondo del mar para conceder su solicitud. La escena reproduce la corte del rey Neptuno con sus ninfas acuáticas reunidas a su alrededor. La pequeña Elsie sigue con entusiasmo a Papá Noel en su ruta, deleitándose con su magia y generosidad en la sala de niños de uno de los grandes hospitales. De nuevo en casa, Elsie está a salvo en su cama por Santa y más tarde se despierta de su sueño por la entrada de su madre en la mañana de Navidad. La pequeña Elsie descubre felizmente que su propia cama está cubierta de regalos de la tienda de juguetes de hadas que visitó en sus sueños.

## Reparto
- Leedham Bantock – Santa Claus
- Margaret Favronova  –  La pequeña niña[3][5]

## Escenas en la película
- Ting-a-ling Wakes Father Christmas
- Toyland
- Good-bye to Christmas Land
- The Journey to Earth
- The House Tops
- The Cuckoo Clock
- Telephoning to Father Neptune
- The Star of Sweet Content
- The Naughty Boy
- Father Christmas and the Moonbeams
- Catching the Black Dog
- The Children's Hospital
- Through the Telescope
- Good-Bye! Father Christmas!